# Tlépolème (satrape)
Pour les articles homonymes, voir Tlépolème.
Tlépolème (en grec ancien Τληπόλεμος / Tlépolémos) est un officier macédonien sous le règne d'Alexandre le Grand. Il est provisoirement satrape de Carmanie et prend parti pour Eumène de Cardia dans la lutte contre Antigone le Borgne.

## Biographie
Fils de Pythophane, Tlépolème a le titre de Compagnon (hétaire) d'Alexandre. Il apparaît d'abord en 330 av. J.-C. comme gouverneur militaire (épiskopos) en Parthie-Hyrcanie pour le compte du satrape indigène, Amminapès. Il exerce toujours cette fonction quand ce dernier est remplacé par Phrataphernès entre 330 et 326. En 325, il est nommé satrape de Carmanie, succédant à Sibyrtios qui dirige désormais la Gédrosie et l'Arachosie ; mais il n'est pas parvenu à y établir l'ordre quand Néarque fait son arrivée à son retour d'Inde. Il est maintenu à la tête de sa satrapie par les accords de Babylone et de Triparadisos. 
Durant la première guerre des Diadoques, il rejoint une coalition formée par les gouverneurs des Hautes Satrapies dans le but de combattre Peithon. Il soutient ensuite Eumène de Cardia contre Antigone le Borgne. Il commande 800 cavaliers originaires de Carmanie à la bataille de bataille de Paraitacène (317), placés sur l'aile droite. Après la bataille de Gabiène, Antigone ne parvient pas à le déposer de sa satrapie où il bénéficie d'une popularité auprès des habitants qu'il a bien gouverné. Il n'est plus fait mention de lui après ces événements.

## Sources antiques
- Arrien, Anabase [lire en ligne].
- Diodore de Sicile, Bibliothèque historique [détail des éditions] [lire en ligne], XIX.